# Ґото Сьодзіро
Ґото́ Сьодзіро́ (яп. 後藤象二郎, ごとうしょうじろう; 13 квітня 1838 — 4 серпня 1897) — японський політичний і державний діяч кінця періоду Едо — початку періоду Мейдзі. Співзасновник Патріотичної громадської партії (1874). Голова префектури Осака (1868–1870), 2-й міністр зв'язку (22 березня 1889 — 8 серпня 1892), 10-й міністр сільського господарства і торгівлі (8 серпня 1892 — 22 січня 1894). Граф. Псевдонім — Йококу.

## Біографія
Ґото Сьодзіро народився 13 квітня 1838 року в Тоса-хані, в заможній самурайській родині. Його батько обіймав посаду гвардійця володаря хану і мав пічний дохід 320 коку.
1863 року Сьодзіоро виїхав до Едо, де поступив на навчання до школи Кайсейсьо. 1865 року він отримав призначення на посаду старшого слідчого і брав участь у суді над групою Такеті Дзуйдзана. 1867 року Сьодзіро став одним із лідерів руху за повернення сьоґуном державної влади Імператору. Його пропозиції були прийняті сьоґунатом, за що володар Тоса-хану підвищив слідчого до рангу старійшини.
Після реставрації Мейдзі 1868 року Сьодзіро увійшов до складу нового Імператорського уряду. 1871 року він був призначений головою Лівої палати Верховної державної ради, що займалася розробкою законопроєктів, а 1873 року отримав посаду Імператорського радника. Того ж року він полишив уряд через поразку його групи в дебатах про завоювання Кореї.
1874 року Сьодзіро зайнявся підприємницькою діяльністю, взявши на себе керівництво вугільними шахтами Такасіми. Водночас він брав участь у громадянському русі, що виступав проти олігархізації уряду, і був одним із підписантів Петиції про створення всенародного Парламенту. 1875 року Сьодзіро повернувся до уряду й отримав посаду віцеголови Сенату, законодавчого органу країни, а 1881 року　став його постійним депутатом від Ліберальної партії. 1882 року, згідно з таємними домовленостями із Іноуе Каору, він отримав гроші від корпорації Міцуї і разом із Ітаґакі Тайсуке вирушив подорожувати за кордон.
9 травня 1887 року уряд нагородив Сьодзіро титулом графа і долучив його нащадків до титулованої шляхти кадзоку. Проте влітку того ж року він став лідером антиурядового громадського руху «Велика єдність», яка вимагала демократизації та скасування нерівноправних договорів з іноземними країнами. Згодом, після призначення Сьодзіро головою Міністерства зв'язку в уряді Куроди Кійотаки, він покинув керівництво цим рухом.
В січні 1891 року, під час конфлікту уряду й Народної партії довкола проєкту бюджету на першій сесії Парламенту, міністр успішно реалізував план розгрому опонентів. 1892 року він очолив Міністерство сільського господарства і торгівлі, але за два роки був змушений покинути його через звинувачення у корупції. Відставка означала відхід Сьодзіро від політичного життя загалом. Він помер 4 серпня 1897 року й був похований на місцевому цвинтарі Аояма.